# أيموري موريرا
أيموري موريرا (بالإنجليزية: Aymoré Moreira)؛ (مواليد 24 أبريل 1912 - الوفاة 26 يوليو 1998) هو مدرب كرة قدم برازيلي ولاعب دولي سابق وكان يلعب كحارس مرمى

## السيرة الذاتية
كان لا‌عب كرة القدم ومدرب. وهو شقيق زيزي موريرا وايرتون موريرا، وكلا‌هما كانا من أكثر المدربين نجاحا في كرة القدم البرازيلية. قاد منتخب البرازيل بالفوز بكأس العالم عام 1962 ويعتبر من أفضل المدربين في البرازيل هو وشقيقه زيزي موريرا، ودرب الكثير من الأندية.

## روابط خارجية
- أيموري موريرا على موقع IMDb (الإنجليزية)
- أيموري موريرا على موقع قاعدة بيانات كرة القدم.إي يو (الإنجليزية)
- أيموري موريرا على موقع ناشيونال فوتبول تيمز (الإنجليزية)
- أيموري موريرا على موقع Soccerway.com (الإنجليزية)
- أيموري موريرا على موقع عالم كرة القدم.نت (الإنجليزية)